# 公娼
公娼指公开登记营业，纳税并接受政府管理（例如定期体检）的性工作者。与公娼相对，不对政府公开自己卖淫身份和收入的为私娼。公娼存在的前提是政府允许合法賣淫。
日治時期，總督府引進公娼制度、比照日本內地管理，臺灣各地取得執照的娼妓與業者可在特定區域，即「遊廓」，合法提供性交易。相較之下，「私娼」、「密賣淫」則淪為地方警察取締的對象。1896年，總督府陸續在臺中、臺南、高雄等主要城市設置遊廓，並實施公娼制度，以保護日籍男性做為統治者的健康與滿足其需求為目的。 為了避免男性日人感染性病，性工作者取得「合法營業執照」，必須定期接受性病檢診，不得隨意離開位處城市邊緣地帶的遊廓，並常有地方風俗警察抽檢居處。本就出於生計所迫而成為娼妓的婦女，透過官方身體檢查被公權力貼上標籤，劃設特定區域管理則侷限其身體自由，使得公娼在臺灣社會接受度極低，且私娼仍頻。 
戰後，中華民國政府藉由《臺灣省各縣市特種酒家管理辦法》及《台灣省各縣市管理娼妓辦法 （页面存档备份，存于）》發放「妓女戶許可證」，仍變相允許公娼續存；直到台北市議會在 1997 年通過廢除《台北市娼妓管理辦法 （页面存档备份，存于）》，而《臺灣省各縣市管理娼妓辦法》在2002年廢止，才終結合法性交易在台灣的歷史。此議案從而引發領有執照的性工作者出面抗爭，婦運分成主張性自主權的「性權派」、主張立法保護女性的「婦權派」，並與要求維護工作權、倡議性工作者的去汙名化的「妓權派」進行辯論。就臺灣的情況來說，合法性交易本身，形同助長了以性與勞力剝削為目的的人口販運，性工作者的身體健康與工作條件一再被忽視，而允許賣淫維生的政府本身，也未善盡「保障生存權」的職責。